# Windows Glyph List 4
Windows Glyph List 4, eller vanligen WGL4, är en Unicode-baserad teckenuppsättning definierad av Microsoft, som är avsedd att innehålla alla tecken som förekommer i de europeiska språken. WGL4 omfattar 652 tecken.
Följande Unicode-delmängder ingår i WGL4:
- Latin (standard)
- Latin-1
- Latin (utökad A)
- Latin (utökad B)
- Avståndsändrande tecken
- Grekiska
- Kyrilliskt
- Latin (utökad extra)
- Allmänna skiljetecken
- Upphöjda och nedsänkta tecken
- Valutasymboler
- Bokstavsliknande symboler
- Sifferformer
- Pilar
- Matematiska operatorer
- Blandade tekniska tecken
- Ramelement
- Blockelement
- Geometriska figurer
- Diverse Dingbats
- Privat område
- Alfabetiskt presentationsformat

WGL4 stöds av de flesta plattformar, även av dem som inte har fullt Unicode-stöd.